# Hexachloorbutadieen
Hexachloorbutadieen is de volledig gechloreerde vorm van 1,3-butadieen. Het is een heldere, kleurloze, olieachtige, niet-brandbare vloeistof met een terpentijnachtige geur. Het wordt hoofdzakelijk gebruikt als oplosmiddel voor andere gechloreerde verbindingen.

## Synthese
Hexachloorbutadieen wordt gevormd als bijproduct bij de productie van tetrachloorkoolstof en perchloorethyleen door de reactie op hoge temperatuur van koolwaterstoffen met chloorgas. Deze radicalaire halogenering is vergelijkbaar met een verbrandingsproces, maar dan met chloor in plaats van zuurstof. Op hoge temperatuur worden de koolwaterstoffen gechloreerd en gekraakt tot kleinere moleculen. Uit het reactieproduct kan hexachloorbutadieen, met een zuiverheid van ongeveer 98%, afgescheiden worden. Dit technisch hexachloorbutadieen kan nadien nog verder gezuiverd worden. Wanneer butaan als koolwaterstof gebruikt wordt, kan door een gepaste keuze van de butaan/chloorverhouding en de reactieomstandigheden, hexachloorbutadieen als voornaamste reactieproduct bekomen worden.

## Toepassingen
Hexachloorbutadieen lost chloor en andere chloorhoudende verbindingen op en kan gebruikt worden om chloor en chloorhoudende onzuiverheden uit gasstromen te wassen. Het wordt gebruikt voor de fabricage van vlambestendige hydraulische vloeistoffen en smeeroliën
In de elektrotechniek wordt het aangewend voor isolatievloeistoffen met een laag smeltpunt in transformatoren
De stof werd in het verleden ook gebruikt als biocide tegen de aangroei van algen in industriële (koel)watersystemen en als bestrijdingsmiddel tegen de druifluis in de wijnbouw. Omwille van de ecotoxiciteit van de stof (zie hieronder) is dit gebruik grotendeels stopgezet.

## Toxicologie en veiligheid[3]
Hexachloorbutadieen is een corrosieve vloeistof, die rubber en sommige kunststoffen aantast.
De stof is niet brandbaar. In een brand ontbindt ze en vormt giftige en corrosieve dampen (waterstofchloride en fosgeen).
De damp is zwaarder dan lucht en verspreidt zich langs de grond. De damp is irriterend voor ogen, huid en luchtwegen. De stof kan effecten hebben op de nieren. Herhaald contact met de huid kan deze gevoelig maken.
Hexachloorbutadieen is giftig voor waterorganismen. Het is een stof die zich in het vetweefsel van dieren, vooral van vissen kan opstapelen; in de regenboogforel zijn bioconcentratiefactoren van 5800 tot 17.000 gemeten. De stof hydrolyseert niet in water en breekt slechts langzaam af in de lucht; de halveringstijd is geschat op 2,3 jaar.
Hexachloorbutadieen is ook waargenomen in drinkwater. De inname ervan via drinkwater of via vetrijk voedsel zou echter te laag zijn om negatieve effecten op de gezondheid te hebben.
Er zijn aanwijzingen dat de stof kankerverwekkend is bij dieren, maar bij de mens zijn onvoldoende gegevens voorhanden.